# Olga Bezsmertna
Olga Bezsmertna (Oekraïens: Ольга Безсмертна) (Bohuslav, Oblast Kiev, 6 augustus 1983) is een operazangeres.